# الإذاعة والتلفزيون الأرجنتينية
شركة الإذاعة والتلفزيون الأرجنتينية ( RTA ) هي شركة عامة مملوكة لحكومة الأرجنتين ، تُدير وسائل الإعلام العامة المملوكة للدولة. وهي مسؤولة عن تشغيل التلفزيون العام ، والإذاعة الوطنية ، ووحدة أعمال الإذاعة الوطنية، وهيئة البث الأرجنتيني في الخارج ، والتي تتبعها مباشرةً.
تأسست شركة الإذاعة والتلفزيون الأرجنتينية في عام 2009، عقب إقرار قانون الإعلام ، لتحل محل النظام الوطني للإعلام العام أس إي ، الذي كان يجمع وسائل الإعلام العامة في البلاد منذ عام 2000. ومنذ ديسمبر 2015، أصبحت شركة الإذاعة والتلفزيون الأرجنتينية تحت سيطرة أمانة الإعلام والاتصال العام .
وكان عضوا في منظمة الاتصالات الأيبيرية الأمريكية .

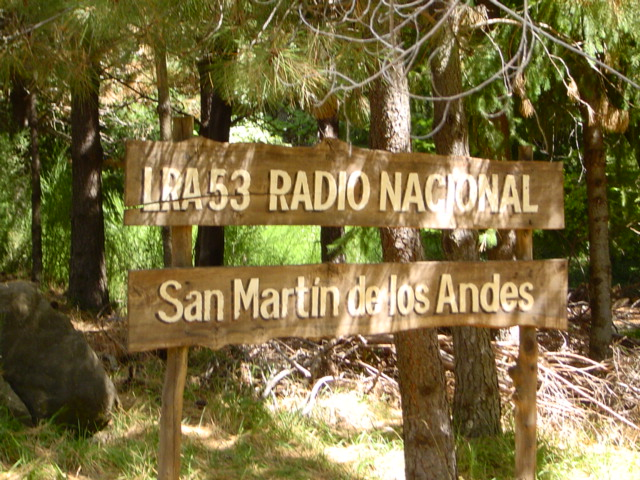
ملصق LRA53 للإذاعة الوطنية سان مارتين دي لوس أنديس.

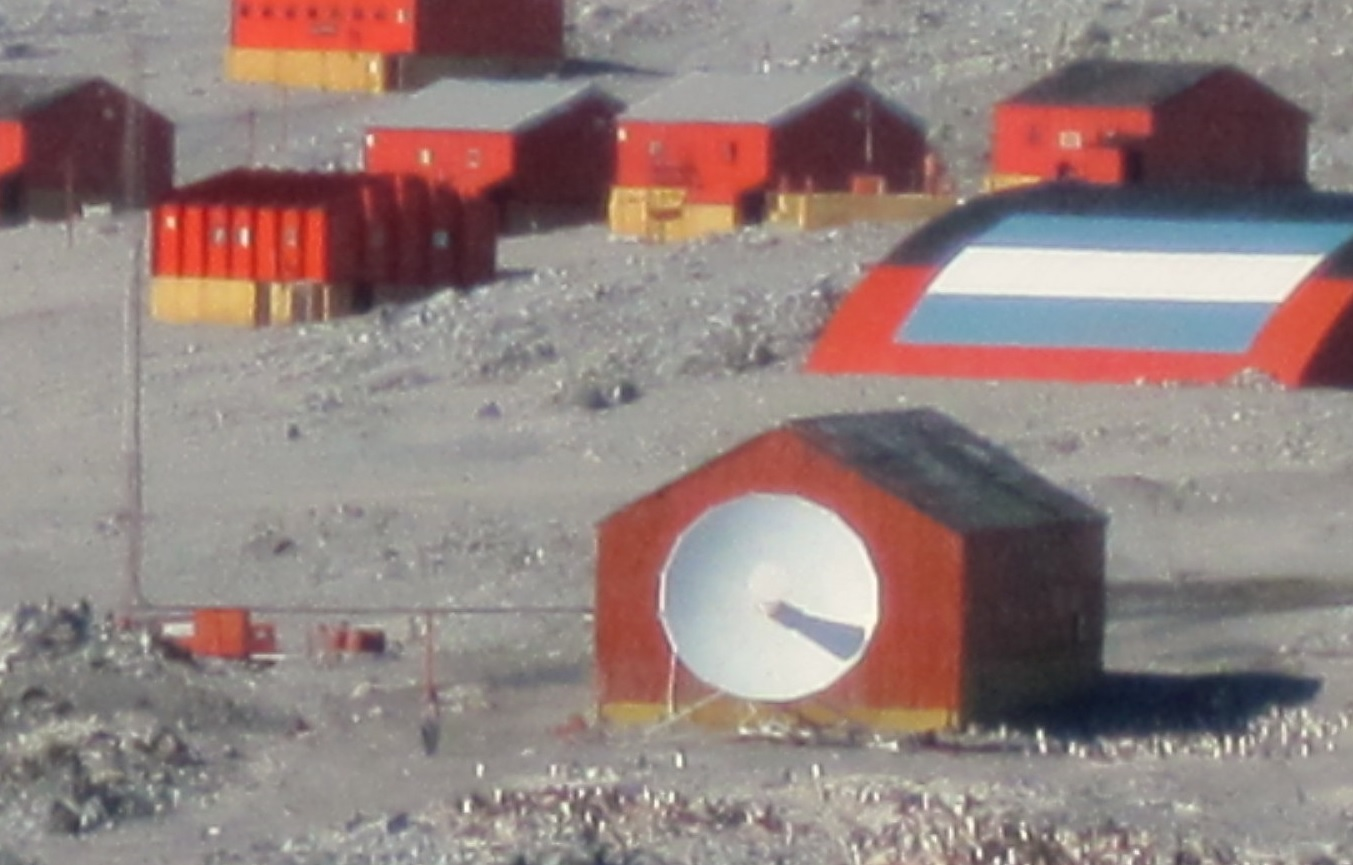
مرافق الإذاعة والتلفزيون الأرجنتينية في القارة القطبية الجنوبية.